# Rick D. Husband
Richard Douglas Husband (12. juli 1957 – 1. februar 2003) var en amerikansk testpilot, astronaut og oberst i det amerikanske luftvåben. Han blev udvalgt som astronaut i "The NASA Group 15", i 1994. Han deltog i to rumflyvninger, første gang på STS-96, i 1999, som pilot. 
Hans anden rumfærd var den tragiske mission STS-107 (også kaldet Columbia-ulykken), som endte med at rumfærgen Columbia desintegrerede ved genindtrædelsen i jordens atmosfære, hvorved Husband og de seks andre astronauter om bord omkom.
Husband Hill, der er en del af bjergene Columbia Hills på Mars er opkaldt efter ham.